# Clausola contrattuale
Per clausola contrattuale si intendono le tipologie di patti accessori che possono essere apposti al contratto.

## Introduzione storica
I codici civili europei ed il common law non si occupano della clausola contrattuale.
Anche la letteratura, che ha scritto interi trattati sul contratto, solo raramente ha affrontato il problema.
In common law, ad esempio, uno dei più noti testi sul contratto dedica 150 pagine alle diverse ipotesi di clausole, ma non contiene alcuna definizione di clausola; altri si limitano invece ad indicarla in "a distinct section or provision of a legal document or instrument".
Nella letteratura tedesca von Thur, affrontando il problema della nullità parziale del contratto, regolata nel § 139 del BGB tedesco, indicava che «wenn die Willenserklärung mehrere logisch unterscheidbare Festsetzungen enthält (das Gesetz spricht von Punkten), kann man sie in einzelne Bestandteile zerlegen».
Si trattava di un suggerimento che avrebbe potuto essere sviluppato proprio a proposito della clausola contrattuale; invece non ha trovato terreno fertile. Infatti cinquant'anni dopo, in una tra le più note monografie sulla nullità parziale, si trova l'uso indistinto dei termini Bestimmung, Abrede, Klausel, come si trattasse di sinonimi: segno dunque che non vi è stato alcun approfondimento della distinzione tra clausola in senso formale ed in senso sostanziale.

## Riflessioni recenti
La dottrina più recente propone riflessioni forse più mature:
- Nelle riflessioni sulla disciplina introdotta dalla direttiva sulle clausole abusive n. 93/13 del 1993, si nota, invece, il riferimento alla distinzione tra Klausel e Bestimmung. L'invito è a verificare il problema dell'inefficacia non riferendolo alla forma ma al contenuto dispositivo dell'atto; anche qui si è però distanti da uno studio approfondito del problema.
- Qualche maggior considerazione si coglie invece negli studi spagnoli più recenti, anche questi spinti dalla legislazione sulle clausole abusive, che hanno colto il problema della nullità parziale della clausola e quindi della necessità di approfondire il significato da attribuire al termine, distinguendo tra l'aspetto formale della clausola ed il suo contenuto.
- In Francia, il problema della clausola sembra pressoché ignorato: di essa si parla solo come "disposition particulière d'un acte juridique (convention, traité, testament) ayant pour objet soit d'en preciser les éléments ou les modalités (prix, date ou lieu d'exécution, etc.), soit de l'assujeter à un régime spécial, parfois meme dérogatoire au droit commun (on parle alors de clauses spéciales)". Anche uno tra i maggiori civilisti d'oltralpe altro non dice se non che "la clause est une partie de contrat portant sur un point particulier. La clause est au contrat ce que l'article est à la loi".

Questo silenzio sembra oggi pesare sempre di più, perché si osserva che "il devient urgent que le droit engedre una théorie générale des clauses".

## Il problema della clausola
Ma la clausola del contratto costituisce davvero un problema per i giuristi? Oppure la mancanza di studi sull'argomento è la prova che non vi è alcuna necessità di parlarne?
In realtà oggi vi è un riferimento espresso: la direttiva sulle clausole abusive n. 93/13, nell'art. 3 parla infatti di clausola o di elementi di clausola.
Si potrebbe quindi ritenere opportuno distinguere la clausola contrattuale dall'elemento di clausola. Oppure indicare che il legislatore europeo ha voluto superare ogni ambiguità ed usare una terminologia tanto ampia proprio per prevenire ogni inutile discussione sulla nozione di clausola.
Forse la seconda soluzione è migliore: infatti l'art. 3 della direttiva non indica regole diverse per la clausola abusiva o per l'elemento abusivo di una clausola e quindi la distinzione non porterebbe ad alcun risultato pratico.
Pare vi siano però forti ragioni per fissare la nozione di clausola del contratto.
Si illustrano allora alcuni risultati di questa ricerca partendo da un esempio.
La legge n. 197 del 1991 prima ed oggi l'art. 49 del d. lgs. n. 231 del 2007 vietano i pagamenti in denaro contante superiori ad un determinato importo (oggi  2500 €), che andranno quindi eseguiti con gli altri mezzi indicati dalla legge. Ciò per prevenire il riciclaggio di denaro proveniente da operazioni illecite.

Il divieto è insuperabile, perché è di ordine pubblico economico.
Ipotizziamo allora che un contratto contenga questa clausola: "il prezzo della vendita è di 15000 € da pagare in contanti". Che accade di questo contratto?
L'art. 1419 del codice civile italiano indica che "la nullità parziale di un contratto o la nullità di singole clausole, importa la nullità dell'intero contratto se risulta che i contraenti non lo avrebbero concluso senza quella parte del suo contenuto che è colpita da nullità".
Il § 139 del BGB tedesco ha una formula opposta: la nullità di una clausola del contratto provoca la nullità dell'intero contratto, salvo risulti che i contraenti lo avrebbero concluso anche senza quella clausola.
In entrambi i casi, tuttavia, occorre che il contratto sia autosufficiente anche senza la clausola nulla; nel caso in esame, se viene eliminata la clausola relativa al prezzo della vendita, il contratto non si regge in piedi. Dunque dovremmo pensare che sia nullo l'intero contratto.
Tutti avvertono però che la soluzione è troppo grave. Infatti la legge non vieta di pagare la somma di 15000 €, ma vieta di pagarla in denaro contante; non è cioè vietato quel tipo di contratto, è vietata invece solo la modalità di pagamento.
Dunque eliminare il contratto sarebbe conseguenza eccessiva rispetto alla ratio legis.
Il problema va allora affrontato in altro modo, partendo dalla clausola e non dal contratto.
Il termine "clausola del contratto" può assumere infatti due diversi significati:
- Il primo significato può definirsi formale: è clausola qualsiasi parte del contratto; la chiamerò appunto nozione formale di clausola (Klausel, clause, term).
- Il secondo significato può definirsi sostanziale: è clausola qualsiasi proposizione che produca un effetto giuridico; la chiamerò nozione sostanziale di clausola (Bestimmung, ingl. e fr.: determinazione).

La clausola "il prezzo della vendita è di 15000 € da pagare in contanti" va distinta come appena indicato: secondo la nozione formale è unica; non lo è invece secondo la nozione sostanziale.
Infatti questa clausola può essere divisa in due ulteriori clausole: a) il prezzo della vendita è di 15000 €; b) il prezzo va pagato in contanti.
Se si procede così, allora non sarà nulla l'intera clausola. Poiché abbiamo detto che si tratta di due clausole sostanziali, sarà invalida solo quella che riguarda il pagamento in contanti; resterà invece valida quella che indica il prezzo.
Eliminata solo la clausola sul pagamento in contanti, ma non quella sul prezzo, il contratto è autosufficiente. Si potrà semmai porre un problema diverso: le parti avrebbero concluso il contratto anche senza la parte invalida? La risposta riguarda però il contratto e non la clausola e quindi non intendo soffermarmi qui.

## Profili giurisprudenziali
Aggiungo invece che la necessità di individuare la clausola sostanziale è stata oggetto delle decisioni della Corte suprema di cassazione degli anni '50.
Si trattava infatti di valutare la nullità di alcuni patti contenuti in clausole dei contratti collettivi di lavoro: doveva sostituirsi tutta la clausola che conteneva un patto invalido o solo quel singolo accordo, lasciando integre le altre parti della clausola?
La risposta è stata nel senso sopra ricordato: la Cassazione ha affermato che la clausola va individuata nel precetto (comando) che produce l'effetto vietato e non nell'insieme dei comandi che siano uniti solo formalmente (con un unico numero o un'unica rubrica); quindi la nullità e la sostituzione riguardano non l'intera clausola (nozione formale, Klausel) ma solo quella parte contraria alla legge (nozione sostanziale, Bestimmung).
In Italia è quindi prevalente questa nozione di clausola, anche se alcuni autori la contestano, preferendo quella formale. Anche la letteratura spagnola sembra oggi condividere tale indicazione, almeno nelle parole di chi afferma che "una clàusula es cada una de las reglas de conducta (en sentido material) que configuran las posiciones de las partes en un contrato".

## Clausola in senso sostanziale
A questo punto è necessario approfondire la nozione sostanziale di clausola (Bestimmung), mentre quella formale non presenta problemi in quanto individuata in una parte qualsiasi del contratto.
La nozione sostanziale viene meglio indicata così: è clausola qualsiasi precetto indivisibile del contratto, che produca effetti giuridici.
Perché indivisibile? Perché ogni volta che si possa scomporre la clausola in ulteriori comandi, avremo allora più clausole.
Si pensi ad una clausola che regoli il trasporto marittimo della merce. Ipotizziamola così: "la consegna deve effettuarsi entro il 31 luglio CIF molo di Venezia".
Formalmente la clausola è unica. Secondo la nozione sostanziale è però composta da almeno tre distinti obblighi:
1. la merce deve consegnarsi entro il 31 luglio;
2. la merce deve consegnarsi al molo di Venezia
3. la consegna deve avvenire CIF, ovvero Cost, Insurance and Freight.

Ma tale ultima indicazione può a propria volta contenere molteplici patti. Infatti la clausola CIF precisa, secondo il significato usuale, che il venditore deve sopportare le spese di trasporto fino al porto di destinazione indicato e deve assicurare la merce mentre i rischi di questa si trasferiscono al compratore.
Dunque solo componendo la clausola e separando tutti gli obblighi o i diritti che derivano si può verificare quali siano le conseguenze giuridiche che la clausola produce.
Solo verificando le conseguenze prodotte si può accertare quali clausole (nozione sostanziale) vadano eliminate perché contrarie alla legge e quali invece mantenute.
La funzione di questa proposta è evidente: salvare il più possibile l'autonomia dei contraenti (art. 1322 c.c.); eliminare solo quelle clausole che siano in contrasto con norme imperative di legge, preservando efficacia alle altre parti del contratto.
Se non erro, si tratta di un obiettivo perseguito anche da alcuni autori tedeschi che leggono in tal modo il § 139 BGB. Infatti, sebbene tale disposizione indichi come regola generale la nullità del contratto quando sia nulla una sua parte, si propone ugualmente una lettura diversa, ritenendo che la nullità dell'intero contratto rappresenti invece un'eccezione.

## Clausola meramente formale
Abbiamo però detto che la clausola sostanziale (Bestimmung) deve produrre effetti giuridici.

Infatti se la clausola, anziché comandare, descriva dei fatti, non potrà mai essere nulla, perché i divieti di legge colpiscono solo i comandi che producono conseguenze vietate. Delle descrizioni di fatti la legge non si interessa.
Si pensi alle premesse contenute nei contratti: spesso descrivono situazioni (mi interessa un terreno edificabile; sono un cittadino dell'Unione europea; ho la capacità economica di effettuare un certo investimento ecc.).
Queste sono clausole dal profilo formale ma, il più delle volte, non lo sono dal profilo sostanziale, perché non producono effetti tra le parti: in tal caso il giudice non potrà mai dichiararle nulle. Potrà solo accertare, se occorre, che la dichiarazione era vera o falsa.
Si pensi ad es. all'errore o alla presupposizione: il terreno non era edificabile, quindi il contratto può essere invalidato; ma anche questo resta un problema del contratto e non della clausola in sé.
Ovviamente per distinguere non è sempre possibile limitarsi alla formulazione della clausola, perché questa spesso inganna.
Un ulteriore esempio: la dichiarazione "ignoro il peso" pronunciata in un discorso tra amici, si riferisce a situazioni che non rilevano dal profilo giuridico. Se invece è contenuta in una polizza di carico, indica sia che il vettore non conosce il peso della merce che deve trasportare, ma nel contempo impedisce che il caricatore si giovi "della presunzione di corrispondenza – fino a prova contraria - della quantità della merce da lui imbarcata alle condizioni di polizza da lui stesso fornite" in base all'art. 462 del codice della navigazione.
Quindi può accadere che una clausola sembri descrittiva, ma in realtà abbia contenuto precettivo (Bestimmung).
I problemi da affrontare sono ovviamente molti di più: ad es. quello dell'interpretazione, la possibilità di individuare la "clausola autosufficiente", ovvero che resta valida anche se sia nullo il contratto che la contiene, la nozione di "clausola di stile", la sufficienza o meno dell'accordo sulle clausole per la conclusione del contratto e così via.
Alcuni di questi problemi si risolvono in Italia in modo diverso che negli altri paesi, mentre altre volte si hanno soluzioni convergenti.
Ovviamente qui non c'è lo spazio nemmeno per indicarli tutti; posso però dire che quasi sempre le questioni che riguardano la clausola (e non il contratto) trovano adeguata risposta sulla base della distinzione sopra ricordata tra clausola in senso formale e clausola in senso sostanziale.